# ビーチクラフト キングエア
ビーチクラフト キングエア
キングエアC90GT
- 用途：一般航空・ビジネス航空など
- 分類：汎用機
- 製造者：ビーチクラフト（現ホーカー・ビーチクラフト）
- 運用者：アメリカ陸軍、中華民国(台灣陸軍 :偵察VIP輸送機)、日本国国土交通省(科学調査試験機)、個人保有、社有機など。
- 初飛行：1963年
- 生産数：6,000機以上
- 生産開始：1964年9月9日
- 運用状況：現役

ビーチクラフト キングエア (Beechcraft King Air) はビーチ・エアクラフト社（現ホーカー・ビーチクラフト社）が開発した双発ターボプロップビジネス機。同社の主力製品となっている機材として知られ、軍用としても人員輸送や訓練などに広く使用されている。ガルフストリーム製品と並び、冷戦期には連絡輸送などで活躍し、多くの西側諸国で導入された機材で、現在も電子偵察型などの改良型が各国ごとに提案され、新造が続くベストセラー機である。
キングエアシリーズは1964年から生産され続けており、これは民間ターボプロップ機の中で最長の生産期間である。現在生産されているビジネス用途の双発ターボプロップ機 (Turboprop business airplane) はピアッジョ P.180 アヴァンティとキングエアの2機種のみである。

## 概要
キングエアは大きく分けてモデル90シリーズ、モデル100シリーズ、モデル200シリーズ、モデル300/350シリーズの4つのファミリーが存在し、特にモデル200/300/350シリーズは1996年までスーパーキングエアと呼ばれていた。また派生型として、主としてコミューター用途のビーチクラフト モデル99、その発展型のビーチクラフト 1900が存在する。

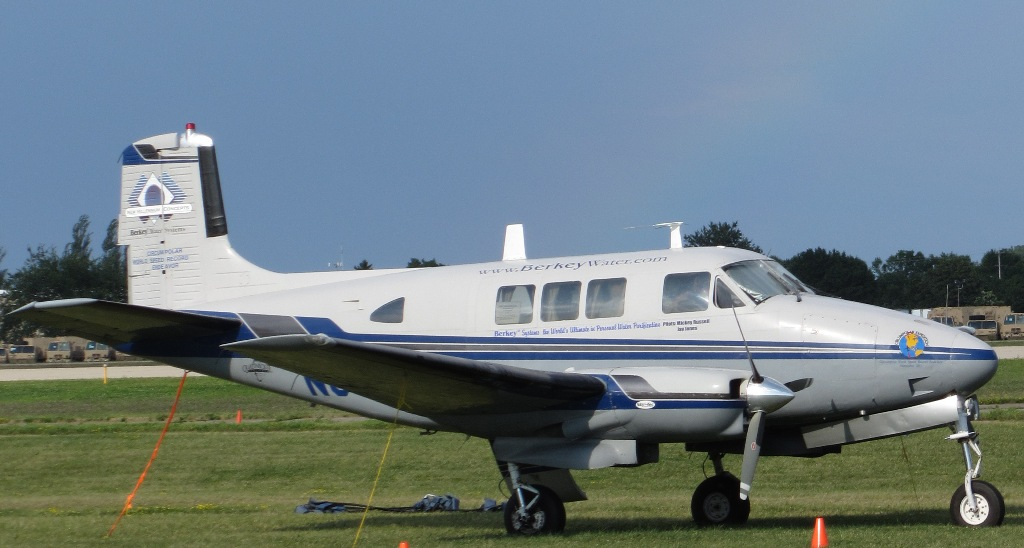
モデル65 クイーンエア

1960年代後半に登場した最初のキングエアは、モデル65 クイーンエアをベースにターボプロップ化したものである。このクイーンエアは1960年代前半に登場しているが、当初はその開発目的であった兵員輸送の為の太い胴体がもたらす容姿が不評であったという。しかし機体が大型化・高性能化されていくに伴い、その太い胴体の収納力や機体構造上の拡張性が威力を発揮し、キングエアでもそれが活かされ好評を博した。
一方、その後登場したライバル機（パイパー社製シャイアン、ロックウェル社製ターボコマンダー、セスナ社製コンクェストなど）は、ベース機がキングエアのベースであるクイーンエアと比べて小ぶりであったことからキャビン容量ではキングエアには敵わず、大柄なキングエアが不得意とする高速性能を伸ばすことに活路を見出し、細身の胴体を活かすことで300kt(555km/h)級の高速巡航を謳うようになったが、キングエアほどの成功は収められず、結局キャビン容量や用途拡張性の点でキングエアに敗れたといえよう。ビーチ社はモデル300で300ktの巡航性能を実現したが、ライバル機と比べて機体価格や運航コストは高価であり全くクラスの違う機体である。その点グッドバランスであったモデル200は順調に生産数を伸ばしていった。
キングエアは大型化されるにつれて、力強い外観に加えて独特の高級な雰囲気を持つようになり、これは企業所有のビジネス機マーケットで強い優位点となった。ビーチ社の設計思想である機体の堅牢性や信頼性もさることながら、機体価格や運航コストを上回る価値を時代を超えて顧客に提供し得たことが、シリーズとしての成功要因であろう。今なお高水準を保つ中古価格（リセールバリュー）がそれを如実に物語っている。
1980年代後半にはマーケット状況にも変化が見られ、多くのライバル機は生産を終了、性能が向上したターボプロップ機と、普及型の小型ジェット機のマーケットが一部オーバーラップするようになり、これが現在も続いている。パイパー メリディアンやソカタ TBMといったより低コストな単発ターボプロップ機との競合に晒されたモデル90シリーズは、2021年に生産を終了。現在生産されているのはモデル200シリーズとモデル350シリーズになる。

## 派生型

### モデル90

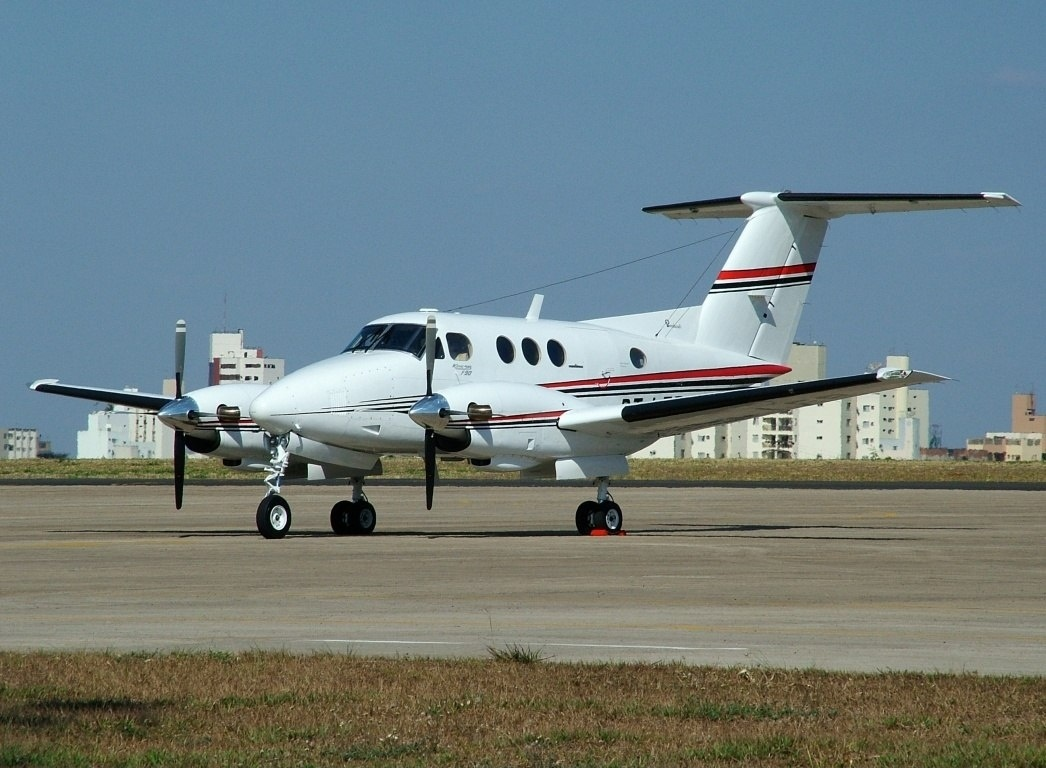
キングエアF90

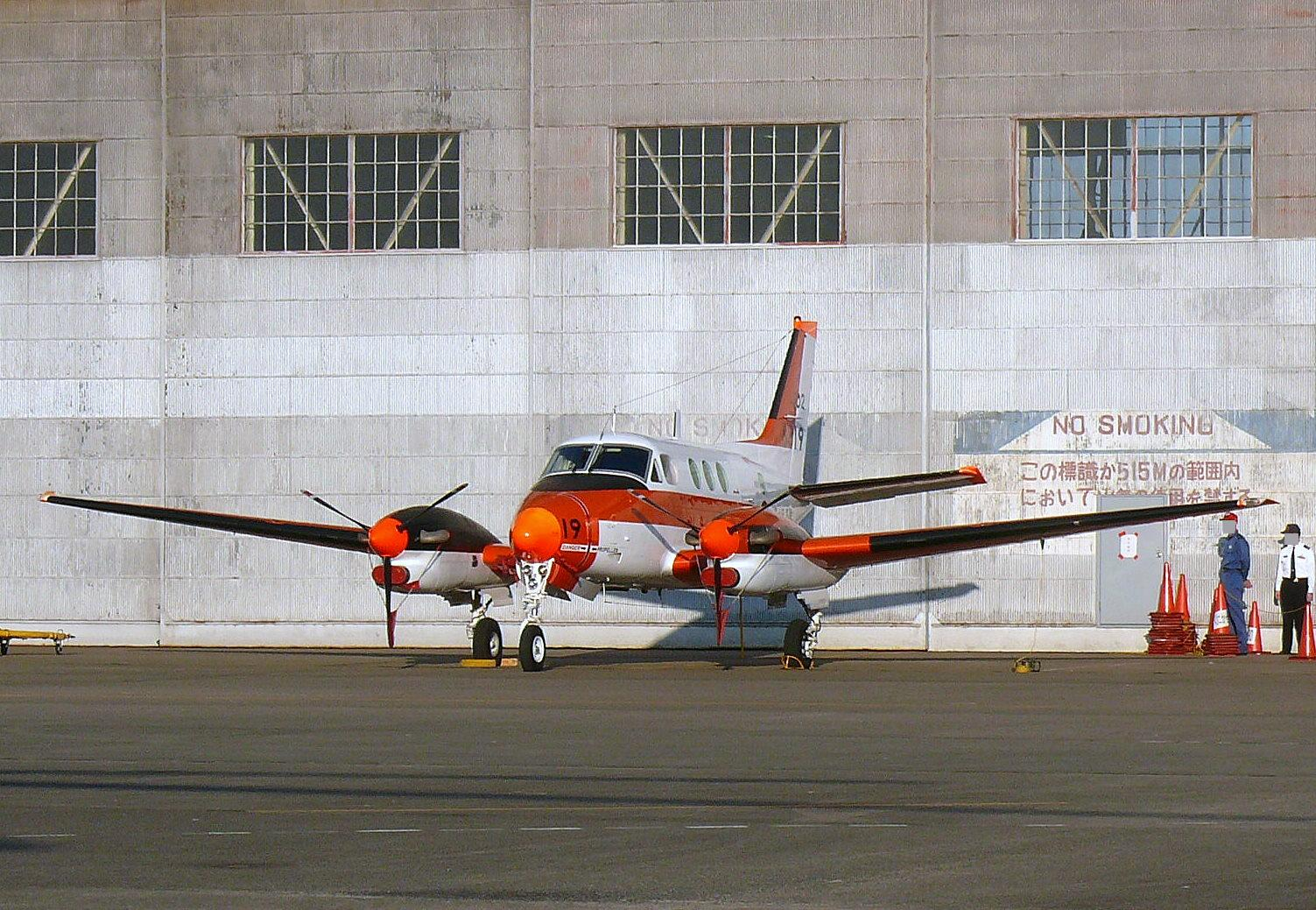
海上自衛隊のTC-90

2021年まで生産され、生産総数は2,400機を超えている。21世紀に同じくビジネスジェット機として、各国で引き渡しが開始された日本のホンダジェットを一回り大きくした規模の機材で、堅牢な機体、高品質な作り、快適なキャビン、積載量に比して手頃な運航コストなど、時代のニーズに対応し改良され続けながら、現在でも世界の双発タービン社用機/訓練機/実用機クラスの偉大なるデファクトスタンダードである。2009年モデルの工場引き渡し機体価格は約290万ドル。
1963年、ビーチクラフト社はレシプロ双発機クイーンエアをターボプロップ化したモデル87の試験飛行を開始した。その後まもなくキャビンを与圧式としたモデル65-90として発表され、キングエアの愛称も与えられた。主翼構造はクイーンエアと変わるところはなく、構造的にはボナンザの主翼を外翼として利用し、それを直線的な内翼で結ぶというツイン・ボナンザ同様の手法である。この内翼は胴体とは完全な一体構造でエンジンナセルの外側で外翼とテンションボルトによって結合されるが、その固定方法はセレーション加工された接合面にアルミワッシャを共締めして位置決めするというボナンザ以来の特徴的な方法を採る。特徴的な丸いキャビンウインドウは偏光フィルタの原理を上手く利用しており、内側窓を回転することによって透過率を調整できカーテンを不要にした。
モデル90には大きく分けて2つの系統があり、それぞれ以下のように改良が重ねられた。

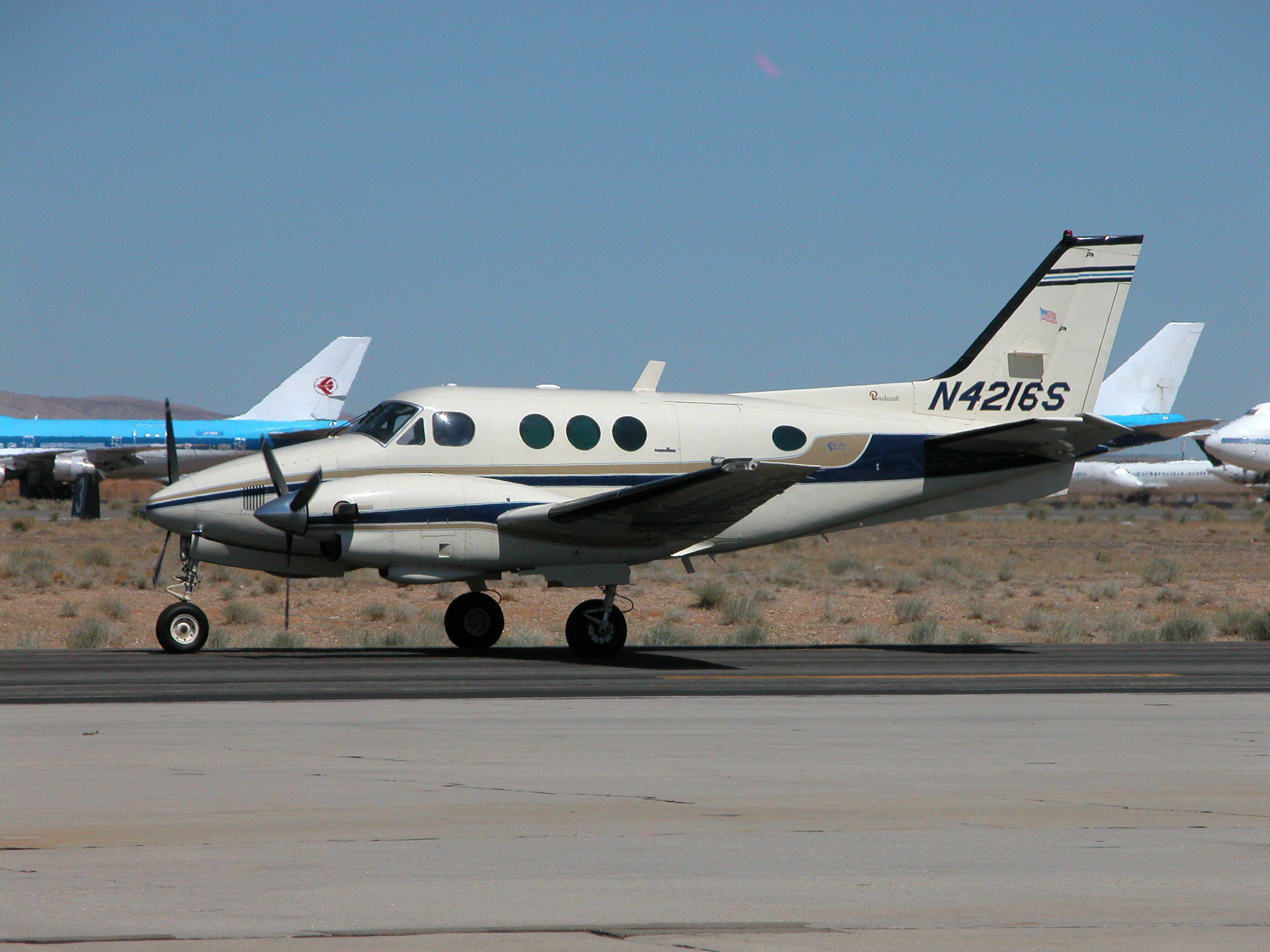
キングエアE90

標準尾翼のストレート90シリーズ
モデル65-90(1964年)
112機生産。エンジンはPT6A-2(500shp)。
モデル65-A90(1966年)
205機生産。エンジンはPT6A-20(550shp)を搭載。与圧能力向上(4.6psi)。
モデルB90(1968年)
184機生産。離陸重量増、主翼スパン延長。
モデルC90(1970年)
507機生産。エンジンはPT6A-20A(550shp)を搭載、モデル100の構造を採用。
モデルE90(1972年)
347機生産。エンジンはPT6A-28(680shp)を搭載。高出力版としてモデルC90と平行して販売された。
モデルC90-1(1982年)
54機生産。モデルC90の改良型。与圧能力向上(5.0psi)、キャビン後方荷物室の拡大、機首アビオニクス機器ベイの拡大。
モデルC90A(1984年)
235機生産。モデルC90-1の改良型。エンジンはPT6A-21(550shp)を搭載し、エンジン吸気口はモデル300において開発されたピトーインテーク（後述）を採用、排気管も従来の円断面から楕円断面とし空気抵抗低減とともに排気効率も向上、与圧能力向上(5.5psi)、主脚の引き込み機構を油圧式に変更し信頼性向上とメンテナンス容易化。
モデルC90B(1992年)
456機生産。モデルC90Aの改良型。キャビン静粛性向上の為の4翅プロペラ、新型プロペラ同調装置、艤装のエアフレームへの取り付け方法変更（バイブレーションアブソーバー(Tuned Dynamic Vibration Absorber)と称する金具を介してフローティングマウントする）によってキャビン内のノイズレベルを低減。コックピットにはEFISを導入。
モデルC90SE(Special Edition)(1994年)
モデルC90Bの廉価版。EFISではない標準的なアナログ計器、3翅プロペラ、簡素な内装トリムなどを導入。当時最も安価なタービン双発機としてモデルC90Bと平行して販売された。
モデルC90GT(2005年)
97機生産。モデルC90Bの改良型。エンジンはPT6A-135A 750shp(FlatRated 550shp)を搭載し出力向上。新しく登場した超小型ビジネスジェット機＝VLJ(Very Light Jet)など、価格的に競合するクラスの巡航速度を意識して巡航性能を向上させたといわれる。PT6A-135Aは地上付近での出力こそモデルC90B並に抑えられているが、本来の余剰馬力はより高い巡航高度で生かされ、燃料消費を抑えながらもモデルB200並みの巡航速度を実現している。余剰馬力は巡航高度までの到達時間の短縮にも貢献。
モデルC90GTi(2007年)
90機生産。モデルC90GTのアビオニクス改良型。機体はそのままに、操縦計器にロックウェル・コリンズ社製の統合型アビオニクス・パッケージのプロライン21を装備したモデル。プロライン21は中型クラスのビジネスジェットにも装備されている複合的な計器システムで、従来のモデルC90に比べフライトマネジメント機能は格段に向上した。これまでビーチ社ではモデルC90GTはエントリークラスのタービン機という位置付けから、意図的に複合的EFISの装備を行わなかったようだが、モデルC90の価格帯の機体は殆どグラスコックピット化されていること、乗員訓練も最初からグラス式計器で行われるようになって来ている事もありプロライン21を装備することとなった。現在ではGarmin G1000などの安価なグラスコックピットが開発されたことで、同社のG36ボナンザやG58バロン等のレシプロ機にもG1000が標準装備されるようになっている。
モデルC90GTx(2010年)
モデルC90GTiの翼端を延長してウィングレットを装備し、最大ペイロードを増大させたモデル。
T字尾翼の高性能型 Fシリーズ
モデルF90(1978年)
202機生産。モデル200において開発されたT字尾翼と小径ダブル主脚を採用した高性能版モデル90。静粛性向上を目的とした4翅プロペラと、より強力なPT6A-135(750shp)エンジンを搭載。モデルC90/E90と平行して販売された。
モデルG90
モデルF90にギャレット・エアリサーチ社製TPE-331エンジンを搭載した機体として計画されたが販売には至らなかった。
モデルF90-1(1982年)
33機生産。モデルF90の改良型。ピトーインテーク（後述）を採用、燃料搭載量の増加。
軍用
アメリカ空軍はリンドン・ジョンソン大統領専用機としてキングエア90を使用し、VC-6と呼称した。また、アメリカ海軍ではP-3やC-130など多発機の練習用としてT-44A ペガサス(Pegasus)の名称で使用している。
アメリカ陸軍が採用したU-21 ユート(Ute)は、試作型であるモデル87をベースとしたことから、モデル65-A90の翼にクイーンエアの胴体を組み合わせた、キングエアとクイーンエアの中間的な機体となっており、ビーチクラフトではモデル65-A90-1/2/3/4と呼称された。このモデルについてはクイーンエアの項も参照。なお、U-21FはモデルA100を、電子偵察機型の1つRU-21Jはモデル200を基にしている。
日本の軍用型はTC-90を参照。

#### スペック（モデルC90B）
出典：分冊百科「週刊 ワールド・エアクラフト」No.55 2000年 デアゴスティーニ社
- 全長：10.82 m
- 全幅：15.32 m
- 全高：4.34 m
- 翼面積：27.31 m2
- 空虚重量：3,028 kg
- 最大離陸重量：4,581 kg
- エンジン：プラット・アンド・ホイットニー・カナダ PT6A-21 550shp(410kW) × 2
- 最大巡航速度：457 km/h=M0.37（高度16,000 ft）
- 実用上昇限度：8,810 m
- 航続距離：2,482 km
- ペイロード：乗客最大8名
- 乗員：2名

### モデル100

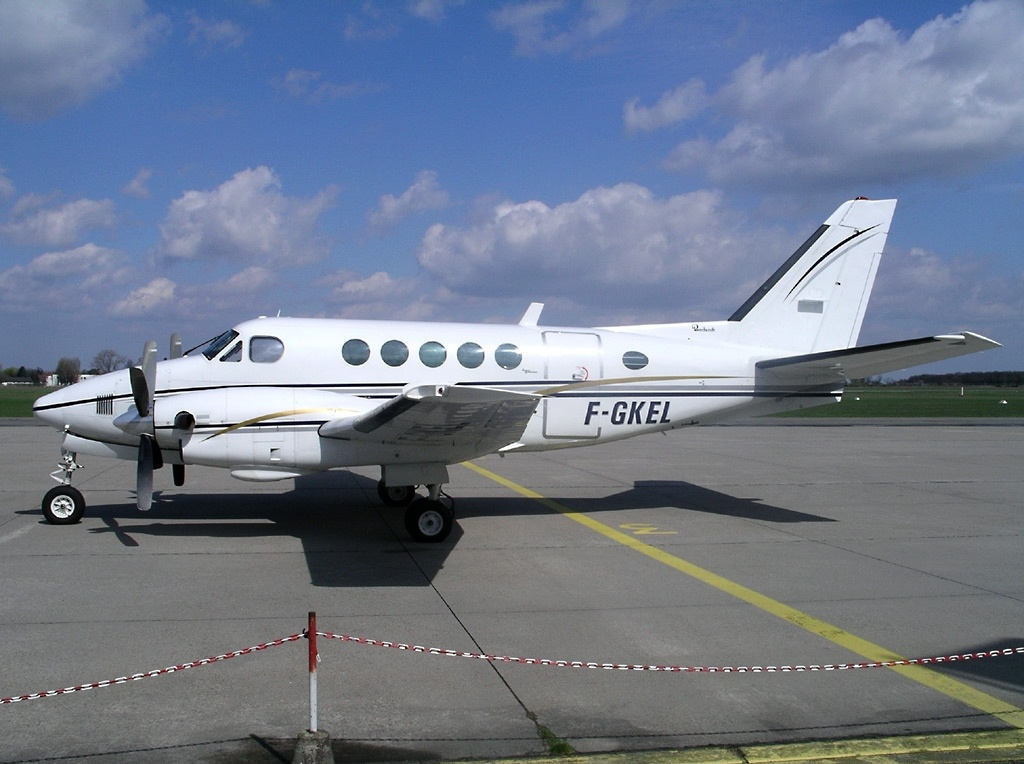
キングエアA100

1969年5月23日に運用開始。モデル90のキャビンを延長し2座席増席した他、エンジンをPT6A-28に換装して出力増加し、ツイン・ボナンザ以来使用されてきた主脚を小径ダブル式に改良して重量増に対応すると同時に短滑走路性能（Short-Field Performance)に貢献している。垂直尾翼と水平尾翼は再設計により大型化され、後者には後退角がつく。モデル100は、モデル90より大きな収容力で全く新しいマーケットを開拓した。
モデル100(1969年)
89機生産。
モデルA100(1971年)
121機生産。搭載燃料の増加、離陸重量の増加、プロペラの4翅・小径化など改良されている。
モデルB100(1976年)
137機生産。キングエアシリーズでは唯一、ギャレット・エアリサーチ社製TPE-331-6-251B/252(Flat Rated 715shp)エンジンを搭載する。これは、当時のPT6の供給体制の問題に端を発するものだった。
軍用
キングエア100を軍用機として採用した国には、インドネシア、ジャマイカ、モロッコがある。

#### スペック（モデルB100）
出典：分冊百科「週刊 ワールド・エアクラフト」No.55 2000年 デアゴスティーニ社
- 全長：12.17 m
- 全幅：14.00 m
- 全高：4.70 m
- 空虚重量：3,212 kg
- 最大離陸重量：5,352 kg
- エンジン：ギャレット TPE-331-6-251B 715shp(533kW) × 2
- 最大巡航速度：495 km/h=M0.40（高度12,000 ft）
- 実用上昇限度：8,575 m
- 航続距離：2,456 km
- ペイロード：乗客最大13名
- 乗員：2名

### モデル200

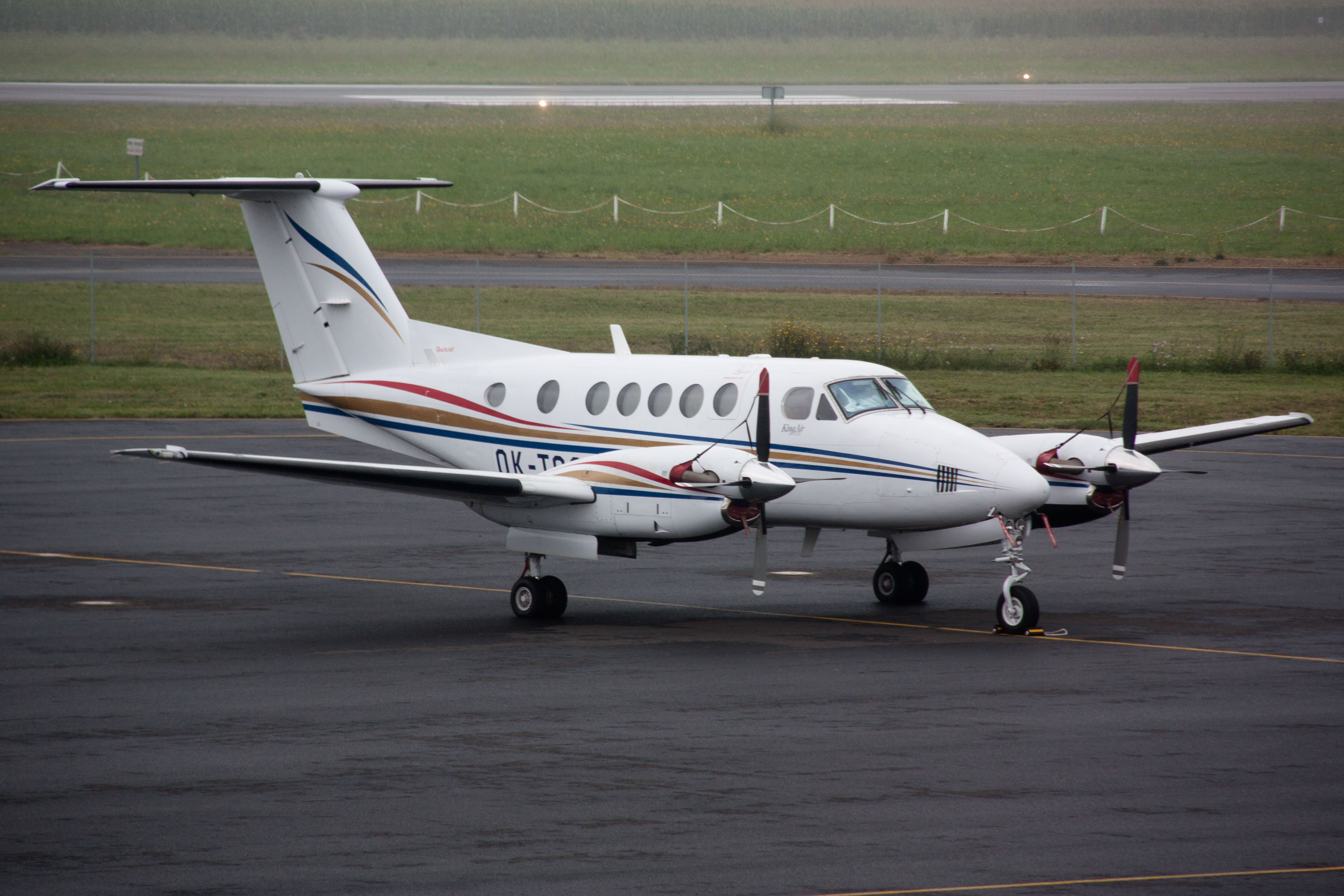
キングエアB200

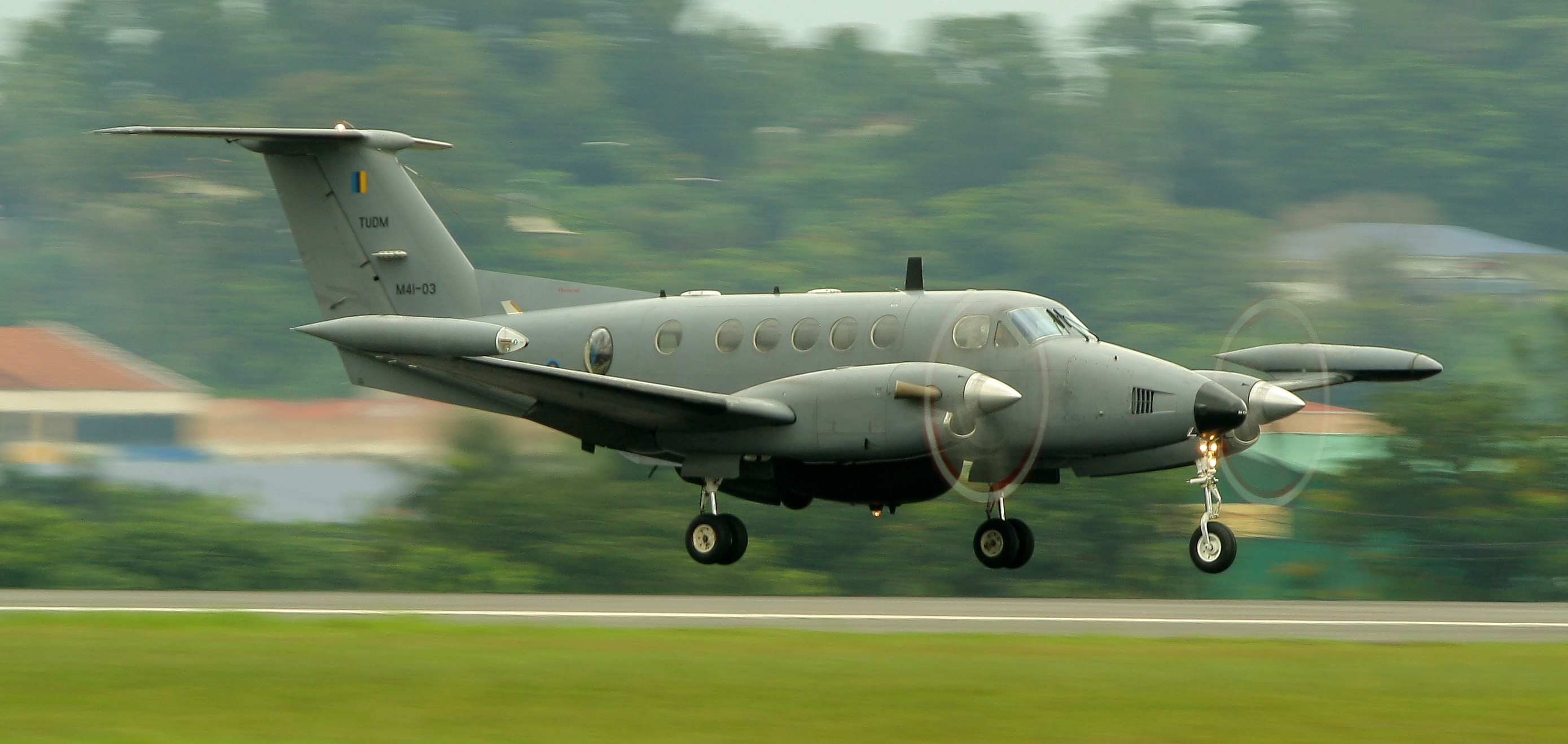
マレーシア空軍で海洋監視機として使用されているキングエアB200T

現在もモデル260が生産中。1974年の登場以来、エンジン出力、プロペラ翅数、アビオニクス、内装全般において改良が続けられ、モデル200だけで生産総数は2,000機を超える。
モデル100をベースにエンジンをより強力なPT6A-41(850shp)に換装し巡航性能や積載性能が向上したほか、主翼内翼を延長してエンジン位置を外側へ移動したことでキャビン静粛性が向上した。
大出力エンジンのプロペラ後流を避けるためにT字尾翼が採用され、飛行特性の安定に貢献している。水平尾翼に後退角のついた独特な形状(Swept T-tail Empennage)をしており、このT型の翼配置によってモデル100より水平尾翼面積は小さくなっている。
モデル200(1974年)
858機生産。
モデル200T(1976年)
23機生産。沿岸警備などの用途向けに開発された。翼端燃料タンク(50ガロン)を装備し航続距離を伸ばし、捜索用の大型窓、胴体下部の追加レーダーバルジなどを装備する。
モデル200C(1979年)
116機生産。モデル200は積載能力・丈夫な機体・高出力による運用幅の広さから実用的な貨物輸送機としても評価が高く、こういった用途での利便性を高める為に幅広のカーゴドアを装備したモデル。外見上は乗降用ドア左側にあるキャビン窓が小さくなっている点で容易に識別できる。またモデル300/200/100/F90など主脚がダブルタイヤのキングエア各シリーズにおいては、主脚に不整地滑走路用の大径タイヤ(High-Flotation Landing Gear)が選択可能である。この場合、タイヤの一部がエンジンナセルに収まりきらない。
| キングエアB2005つあるキャビン窓は全て同じ大きさ  |  | キングエアB200C乗降用ドア左側にあるキャビン窓が小さい  |
| キングエアB200 5つあるキャビン窓は全て同じ大きさ |  | キングエアB200C 乗降用ドア左側にあるキャビン窓が小さい |

モデルB200/B200C(1981年)
1,157機生産。エンジンはPT6A-42(850shp)を搭載、与圧能力向上(6.5psi)、コクピット内ではペデスタルがダブル幅となり多様な装備に対応可能になった。なおエンジンの定格出力がモデル200同様の850shpのままであるが、ガスジェネレータ・ホットセクションが改良されてタービン温度の余裕が増えた分、上昇性能・高空性能は向上している。モデルB200Cは幅広カーゴドア装備モデルで、112機生産。
1992年からは4翅プロペラを装備し静粛性を向上、さらに2003年からはアビオニクス機器にコリンズ社製プロライン21を装備するようになり、総合的フライトマネジメントが可能になった。
モデルB200T/B200CT(1981年)
23機生産。モデルB200の派生型で、翼端燃料タンクを搭載可能にした。モデルB200CTは幅広カーゴドア装備モデルで、8機生産。
モデル1300コミューター(1989年)
モデルB200をコミューター機に改装した型。乗客を13名まで乗せることができ、胴体下部に取り外し可能な貨物ポッドを装備できる。機体面では低速/高迎え角飛行時の安定性向上のため胴体下部に2枚のストレーキが追加された。14機生産。
モデルB200SE(Special Edition)(1995年)
モデルB200の派生型で、コリンズ社製のEFISと自動操縦装置を装備。
モデルB200GT(2007年)
97機生産。PT6A-52(850shp)エンジンを搭載し、高空における速度性能、上昇性能が向上した。エンジンの定格出力はモデルB200同様の850shpであるが、PT6A-52はPT6A-42(モデルB200用)にギアボックスに高出力なPT6A-60(モデル350用 1050shp)のコアセクションを組み合わせており、低空ではギアボックス強度からトルク制限を受けるが、高度が上がるにつれ本来の高出力を発揮する。モデルC90GT同様、出力に余裕のあるエンジンを装備して巡航高度を高く設定し、燃料消費を抑えながらも巡航速度を向上させるという手法を採る。
モデル250(2010年)
新型プロペラへの換装やウィングレットの追加を行い、最大巡航速度や航続距離、離着陸性能を向上させたモデル。
モデル260(2020年～現在生産中)
アビオニクスを改良し、オートスロットルを追加。
軍用
アメリカ軍はキングエア200をC-12と呼称して使用している。ほとんどが人員輸送に使用されるが、アメリカ陸軍は情報支援任務のための特殊型RC-12を運用している。これらのアメリカ向け軍用モデルは、ビーチクラフトではモデルA200と呼称される。また、イギリス、オランダ、ニュージーランドなどいくつかの国の軍がキングエア200を多発機訓練機として運用している。マレーシアとウルグアイでは、海洋監視機として使用されている。
アメリカ海軍では、T-44の後継としてキングエア260をT-54Aとして採用した。

#### スペック（モデルB200）

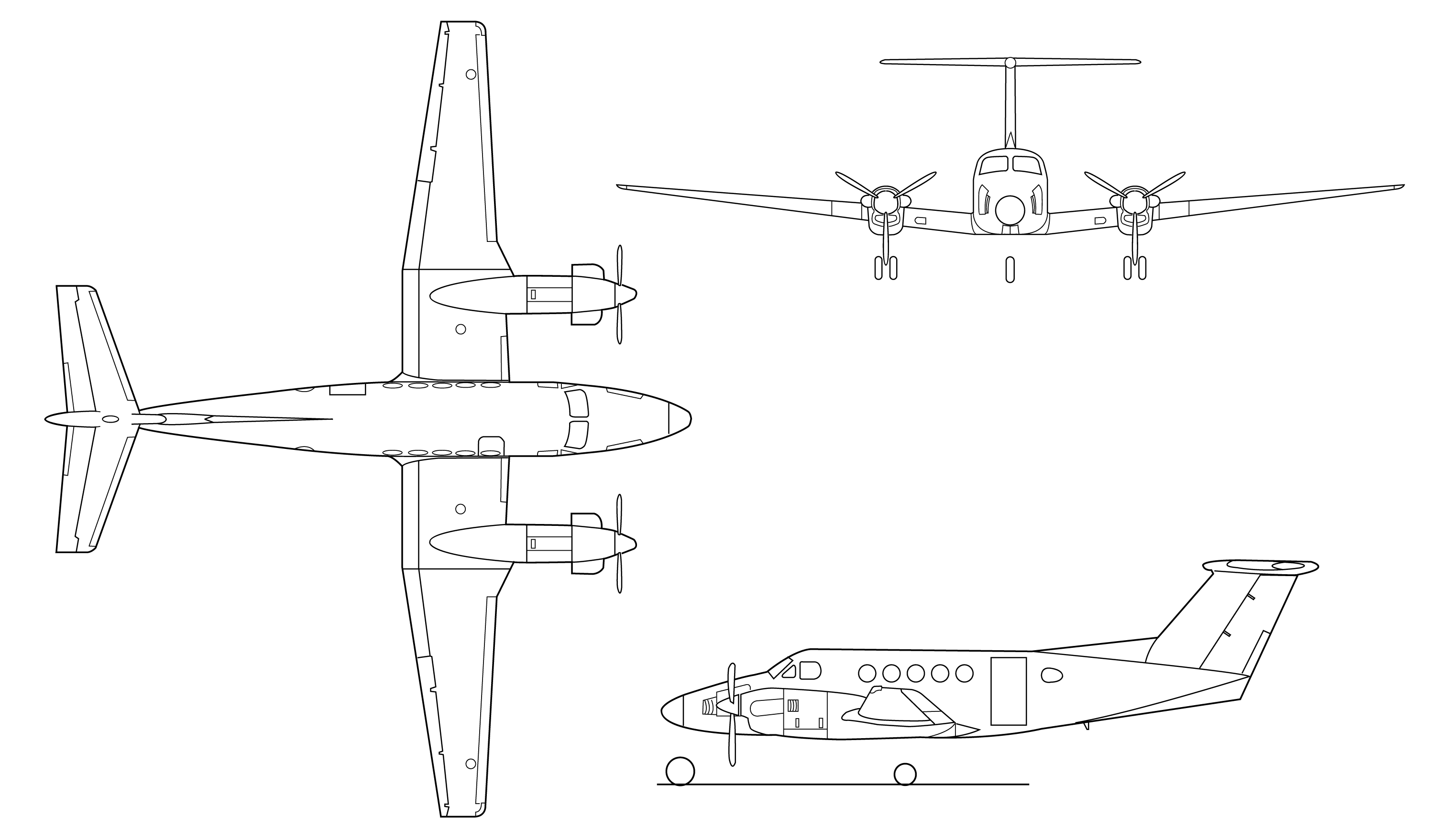
モデルB200

出典：分冊百科「週刊 ワールド・エアクラフト」No.55 2000年 デアゴスティーニ社
- 全長：13.34 m
- 全幅：16.61 m
- 全高：4.57 m
- 翼面積：28.15 m2
- 空虚重量：3,675 kg
- 最大離陸重量：5,670 kg
- エンジン：プラット・アンド・ホイットニー・カナダ PT6A-42 850shp(634kW) × 2
- 最大速度：545 km/h=M0.44（高度25,000 ft）
- 巡航速度：536 km/h=M0.44（高度25,000 ft）
- 実用上昇限度：10,670 m以上
- 航続距離：3,656 km
- ペイロード：乗客最大14名
- 乗員：2名

### モデル300/350

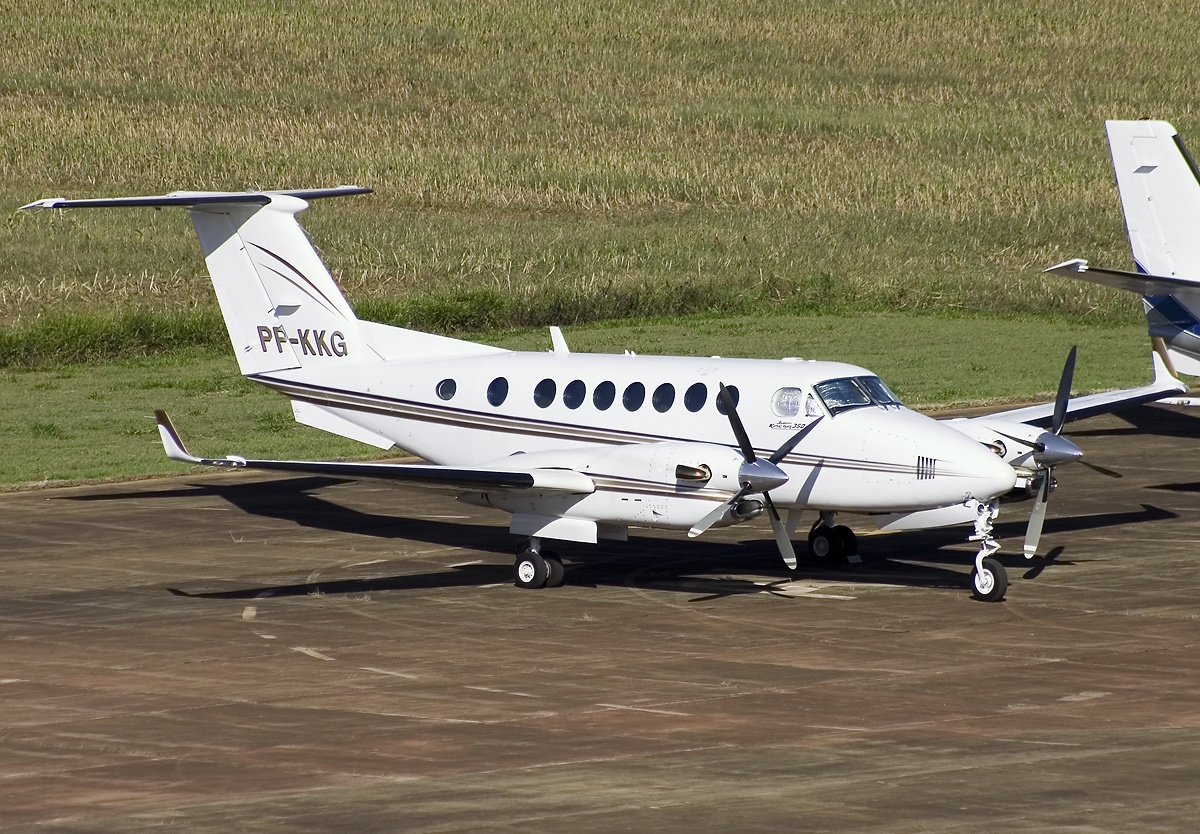
キングエア350

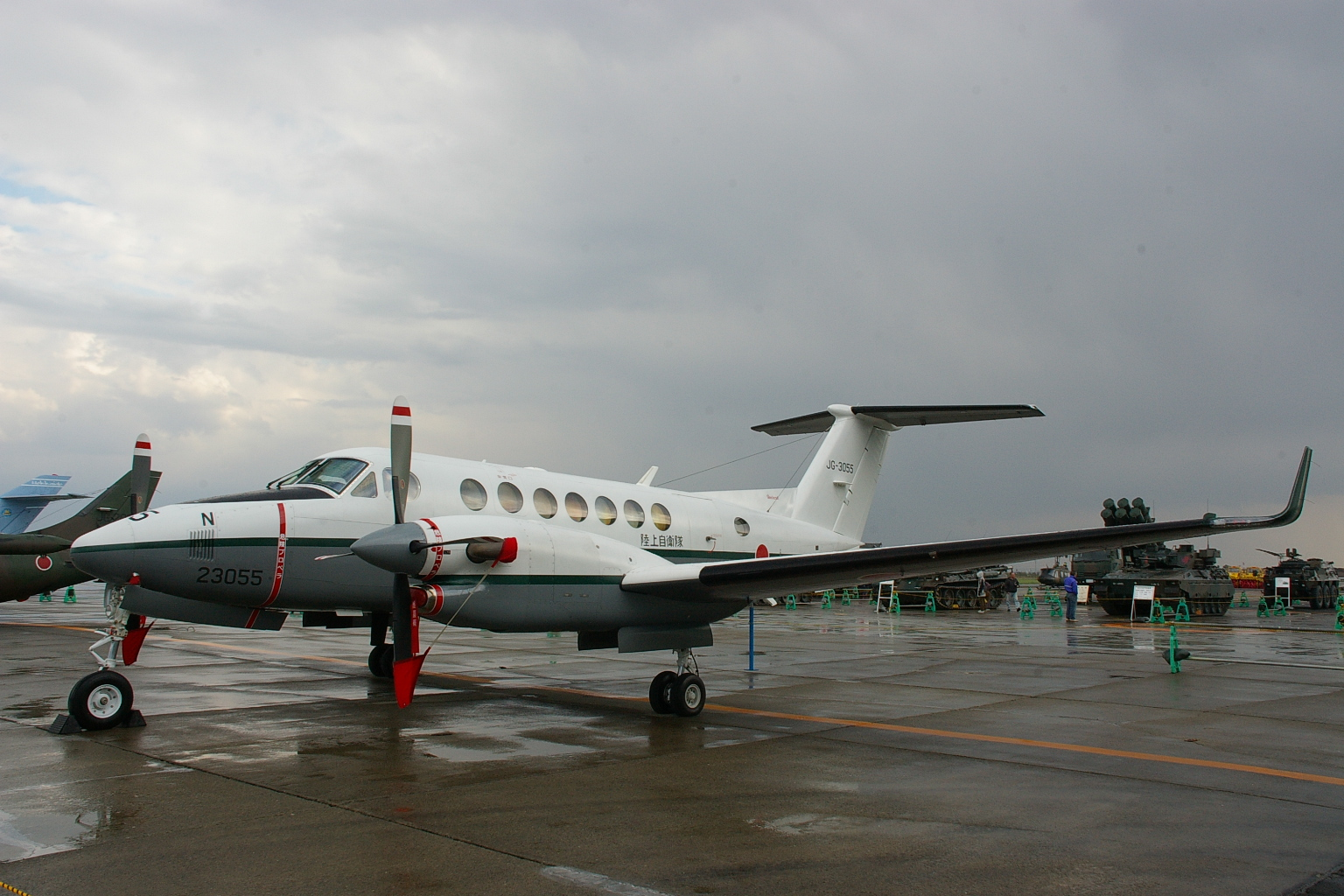
陸上自衛隊のLR-2

モデル200は耐空類別N類としては大柄な機体で、満席・フル積載・フルタンクでは最大離陸重量（5700kg）を超えてしまう。そこで機体の潜在的な積載能力を最大限まで発揮できるようT類（重量制限がなく航空運送事業用）での運用を前提として改良されたのがモデル300である。外見はモデル200と似ているが操縦感は異なり、モデル200との比較で操舵の重さが目立つ。これは機体重量の増加よりも、より高い高度での運用を想定した操舵ワイヤの張力の大きさに起因すると云われる。
改良型のモデル350は現在もアビオニクスや内装全般において改良を続けながら生産が続いており、生産数は600機を上回る。広大なキャビンの快適性、更に増加した積載量、フルタンク・フル積載・高地・高温でも楽々と離陸可能なパフォーマンス、片肺時の安全性などによってT類(FAR23 Commuter Acft Cat) ターボプロップ社用機という新たなマーケットを開拓した。競合機はサイテーション・ジェットシリーズなどである。

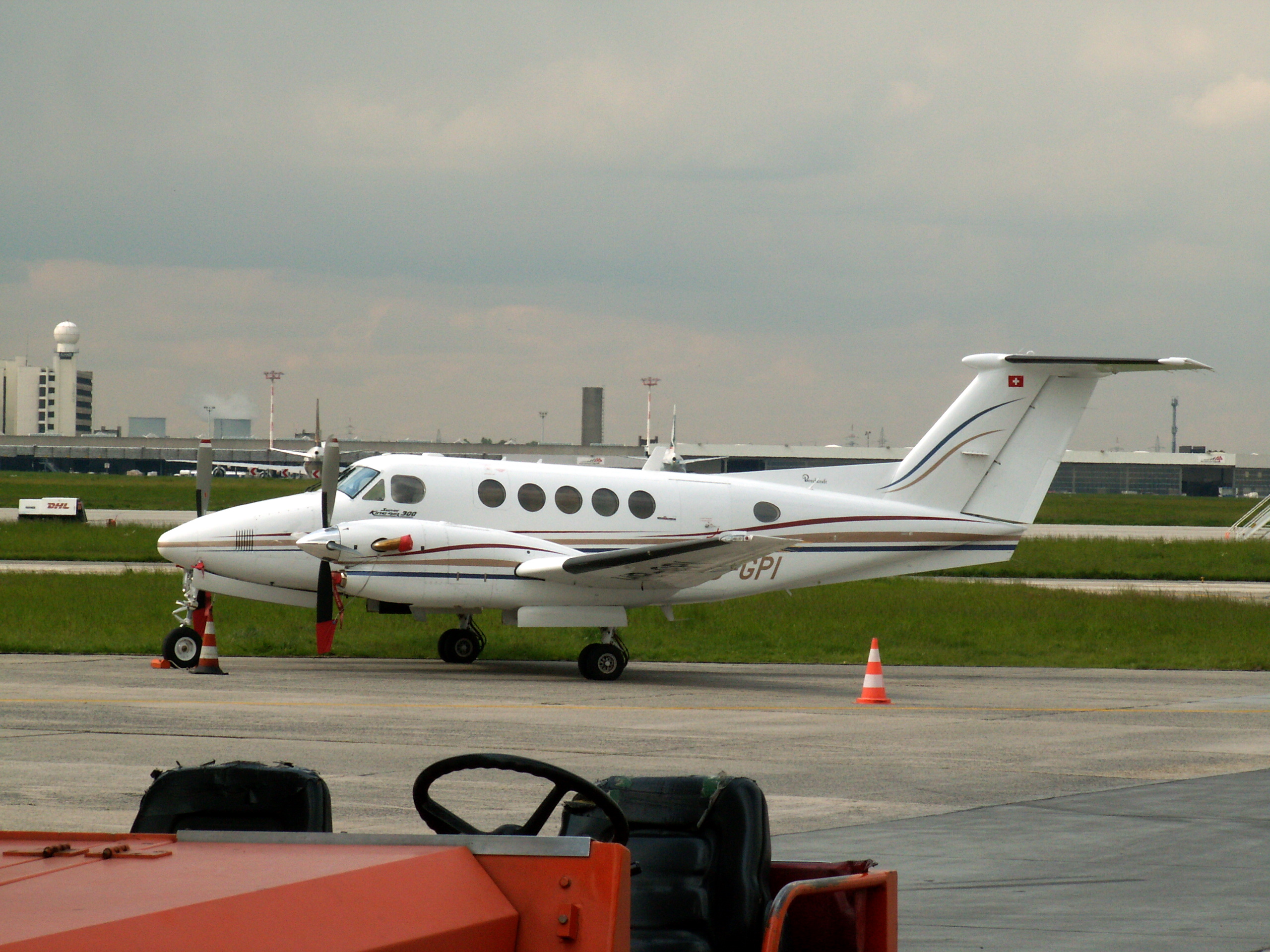
キングエア300

モデル300(1984年)
230機生産。機体寸法はモデル200そのままに搭載エンジンをPT6A-60A(1,050shp)へ換装、積載量は最大離陸重量14,000ポンドまで増加、それに対応して機体構造も強化された。モデル300はT類(SFAR41C)としては丈夫な機体で、最大離陸重量での着陸が可能である。速度性能も向上し300kt以上での巡航が可能になった。主翼桁は新しいものとなっており、内翼部分の弦長を伸ばして翼面積を増加するなど、重量が増加してもモデル200同等の低速特性を保つよう留意されている。エンジンナセルは再設計され、新たにピトーインテーク(Pitot Style Intale)と称する吸気口を採用、ラムエア効果による吸気効率の向上によって吸気口の実寸法はモデル200より小断面となっている。主脚の引き込み機構を油圧式に変更し信頼性向上とメンテナンス容易化。
キャビントリム（内部デザイン）は一新され、モデル200との差別化がされており、このデザインはモデル350にも引き継がれた。エアーランバーサポートを備えた新しいデザインのキャビンチェア、デジタル・オートパイロット、複合的フライト計器など当時の最新アビオニクスも装備していた。またN類での運用が可能なよう12,500ポンドに重量制限したモデル300LW(LWは軽量(Light Weight)の意）が主としてヨーロッパ市場向けとして少数生産された。
1990年にモデル350が発売されると、キャビン容量に比べて力を持て余し気味のモデル300は売上を減じることとなり、1993年をもって生産終了した。生産数は247機。
モデル350(モデルB300)(1990年)
モデル300の胴体を延長し2座席を追加し居住性を改善、積載量を増加、主翼スパンを延長してウィングレットを装備し飛行特性と航続性能を改善した。エンジンはモデル300同様PT6A-60Aであるが、延長された胴体がもたらす積載量にその高出力を活かしている。それまでのモデル100/200/300の標準的キャビン座席配置では「向かい合わせ4席+後向き2席」であったが、モデルB300では「向かい合わせ4席+向かい合わせ4席」となり、シートピッチの拡大とともに8人がフルにくつろげるようになり、7個の丸窓が並ぶキャビンの開放感は、モデル90と比べ大幅に向上している。また、幅広カーゴドアを装備したモデルB300Cも少数生産された。
1998年からはキャビンの静粛性向上の為、ANR (Active Noise Reduction、商品名 Ultra Quiet Active Noise Control System：Ultra Electronics社製) を標準装備。2003年からはアビオニクス機器にコリンズ社製プロライン21を装備するようになり総合的なフライトマネジメントが可能になったほか、社外品オプションであったエンジンナセル後方の荷物入れ(商品名Nacelle Wing Lockers:Raisbeck Engineering社製)が標準装備されるようになった。
モデル350ER(2007年)
ERは航続距離延長型(Extended Range)の意。海上における警備・監視・レスキューでの使用を想定したモデル。このようなミッションでは燃費消費が多くなる低高度で長時間飛行する場合が多いことから、燃料搭載量を増加する為、モデル350をベースに通常はロッカールームとして利用されているエンジンナセル後方のスペースを燃料タンクとし、これに伴い着陸脚などの強度向上させて最大機体重量16,500lbで運用可能にした。このような用途以外（例えば社用機として）で利用する場合も、増加したペイロードと燃料搭載量によって更なる高速での連続長距離巡航が可能である。
モデル350i(2008年)
モデル350の機体・エンジンはそのままに、市場ではライバルとなる場合が多い小型ビジネスジェット機流のホスピタリティを念頭に置いてキャビン装備を充実したモデル。デスクトップPCと連携可能な大型液晶パネルを用いたエンターテインメントシステム、更なる静粛性の向上、内装トリムのデザイン変更、より凝った機内照明、電気的に透過率を変更するキャビンウインドウ、シートヒーターが選択装備可能な新しいキャビンシート、オットマンを用いた贅沢なシートアレンジ、より本格的なトイレブースなど豪華な選択装備の幅を広げた。
モデル360/360ER(2020年～現在生産中)
与圧システムとアビオニクスを改良し、オートスロットルを追加。モデル360ERはモデル350ERに準じたもの。
日本
日本ではキングエア350の導入が多く、電子航法研究所が実験用航空機として運用(JA35EN)しているほか、陸上自衛隊はLR-2の名称で採用して連絡・偵察任務に使用している。海上保安庁も保有数が多く、2021年2月22日には初の測量機となるあおばずくが就役した。
海外
オーストラリア空軍やイギリス海軍は機上作業練習機としてキングエア350を運用している。また、ISR（情報収集・監視・偵察）機としても人気が高く、その代表的なものにはイギリス空軍のシャドウ R.1やアメリカ空軍のMC-12Wリバティがある。

#### スペック（モデル350）
出典：分冊百科「週刊 ワールド・エアクラフト」No.55 2000年 デアゴスティーニ社
- 全長：14.22 m
- 全幅：17.65 m（ウィングレット含む）
- 全高：4.37 m
- 翼面積：28.80 m2
- 空虚重量：4,132 kg
- 最大離陸重量：6,804 kg
- エンジン：プラット・アンド・ホイットニー・カナダ PT6A-60A 1,050shp(783kW) × 2
- 最大速度：584 km/h=M0.48（高高度）
- 巡航速度：558 km/h=M0.46（高度24,000 ft）
- 実用上昇限度：10,670 m以上
- 航続距離：3,672 km（乗客4名、最大航続仕様時）
- ペイロード：乗客最大16名
- 乗員：2名

### 近代化
ビーチクラフト社の機体は非常に堅牢なことで知られており、1960年代から生産されているキングエアシリーズもいまだ多くが現役として飛行している。その間、アビオニクスの分野が最も目覚ましく進歩をし、ソリッドステート化、デジタル化、液晶を用いた表示というように進化し、信頼性向上とともに軽量化され、より複合的に動作するのが当たり前となった。また飛行制度にも新しい制度（GPS、RNAV、TCAS、XPDR モード S、RVSMなど）が導入され、これらの状況に対応するように市場ではまだまだ価値のある古いキングエアを最新のアビオニクス・システムにアップデートする改造プログラムが、何社かのアビオニクスメーカーから商品化されている。それらの多くはガーミン社製のG1000やAvidyne社製のEntegraなどのグラスコックピット・システムを用いて、液晶ディスプレイとリンクしたFMSによるフライトマネジメントを行うことが可能になる点をセールスポイントにしている。また機体面では、過去のモデルに追加できるウィングレットを商品化しているメーカーもある。

## 採用国(軍用)
- アンゴラ
- アルゼンチン
- オーストラリア
- ボリビア[注釈 1]
- スイス
- チリ
- コートジボワール
- コロンビア[注釈 2]
- アルジェリア
- エクアドル[注釈 3]
- エジプト
- スペイン
- フランス[注釈 4]
- イギリス
- ギリシャ

- グアテマラ
- ガイアナ
- 香港
- インドネシア
- インド
- アイルランド
- イスラエル
- ジャマイカ[注釈 5]
- 日本
- カンボジア
- 韓国
- スリランカ
- モロッコ[注釈 6]
- メキシコ

- 北マケドニア
- マレーシア
- ニュージーランド
- ペルー
- フィリピン
- パラグアイ
- サウジアラビア
- スウェーデン
- トーゴ
- タイ
- トルコ
- ウルグアイ
- アメリカ合衆国
- ベネズエラ
- 南アフリカ共和国[注釈 7]